# 札幌市交通局D1040形気動車
札幌市交通局D1040形気動車（あるいは“D1040形内燃動車”）は、1964年に登場した札幌市電の路面ディーゼルカーである。

## 概要
1964年（昭和39年）11月に鉄北線増発用として、D1041、D1042号の2両が東急車輛で製造された。
床下に置かれた水平シリンダー式直列6気筒水冷エンジン、液体式2速自動変速機、2軸駆動の空気ばね台車など、走り装置はD1030形のものを踏襲している。
330形以来の札幌スタイルの集大成とも言える、A820形と同様の曲面を多用した美しい車体で登場した。前照灯は腰部に2灯となり、前面ベンチレーターは方向幕上に移動された。側窓は大きな固定窓の上部に内開きの換気用子窓を持ち、中扉は1400 mm の両開きである。
室内では、大きな窓のためきちんとした背もたれが設けられず、掛け心地が犠牲となった座席もA820形譲りである。照明カバーは電車に用いられているかまぼこ型グローブではなく、下側のみに乳白色のアクリル板を渡し、側面からは蛍光管が見える、開放型となっている。
警笛が空気笛ではなく、デュアルトーン（和音）の電気笛である点も従来形気動車同様である。
鉄北線北部区間の電化に伴って、全車1971年（昭和46年）10月に廃車された。他形式と異なり電車化されることもなく、在籍わずか7年と極めて短命な車両であった。
英国、モダントラムウェイマガジン（現・Tramways & Urban Transit誌）1966年10月号の札幌市電 part 2 では、新琴似駅前に停車中の姿が紹介されている。

## 保存車
D1041号が札幌市交通資料館に保存されている。

## 主要諸元
- 全長：13,100 mm
- 全幅：2,230 mm
- 全高：3,210 mm
- 自重：14.5 t
- 定員：90人
- 出力：130 ps
- 台車型式：東急車輛TS-115